# 大峰八大金剛童子
大峰八大金剛童子（おおみねはちだいこんごうどうじ）とは古代末期から現代まで修験道の儀軌や教義書、縁起、役行者伝などに登場する金剛童子の総称。行者を守護する神格で、峯中路の重要な宿で水のある場所に配されているとされている。他に大峯金剛童子、八大金剛童子、大峯八大童子、大峯八大金剛童子、八大童子などとも称され、葛城山の七大童子と合わせて十五童子とも称される。以下、本項目では特に断らない限り、「八大童子」とは不動明王の眷属神ではなく、大峰八大金剛童子を指すものとする。

## 名称と在所
| 四文字の名称   | 八文字の名称           | 在所                     | 本地仏     |
| -------------- | ---------------------- | ------------------------ | ---------- |
| 撿（檢）増童子 | 持咒擁護閦（閻）光童子 | 禅師宿                   | 阿閦仏     |
| 後（護）世童子 | 諸教行者守護童子       | 多輪（和）宿             | 師子仏     |
| 虚空童子       | 無生遍照愛光童子       | 笙石屋宿、笙岩（巖、窟） | 虚空往仏   |
| 剣光童子       | 持戒護治（持）眼光童子 | 篠々、篠宿               | 帝相仏     |
| 悪除童子       | 大乗常護普光童子       | 玉置（来、木）宿         | 阿弥陀仏   |
| 香精童子       | 障乱諸魔降伏童子       | 深仙（山）宿             | 多摩羅跋仏 |
| 慈悲童子       | 虚空遍普常光童子       | 水飲（呑）宿             | 雲自在仏   |
| 除魔童子       | 業障消除自在童子       | 吹越宿                   | 釈迦牟尼   |

八大童子とは、撿（檢）増童子、後（護）世童子、虚空童子、剣光童子、悪除童子、香精童子、慈悲童子、除魔童子を指し、これらの名は漢訳仏典を集成した『大正新脩大蔵経』には見られず、日本独自のものである。四文字の名の他に、古代末から中世の古い時期の史料では八文字の別称があり、史料によっては八文字の名を先に書いていることから、当初の名称であった可能性もあるが、徐々に使われなくなっていったものと見られている。八大童子のそれぞれには「悪除」「除魔」「業障消除」「障乱諸魔降伏」「行者守護」などの文字から行者を守護し、災いを取り除く職掌が期待されたものと一般に考えられているが、具体的な記述のある史料は無く、大峯をあまねく守るとする考え方や、行者だけでなく衆生を守るとする考え方も見られる。
これら八大童子が列記される場合の順序は一様ではなく、歴史的に変遷が見られる。古代の史料では、八大童子の本地仏として充てられている法華経化城喩品第七に登場する仏の順序と同じ順序で配列される。古代の史料のなかでも幾つかのものは、化城喩品第七に記載されている十六王子の物語に見られる方位を意識して本地仏を記していることから、法華経を意識した順序が当初の配列順序と推定され、現代まで多くの史資料に見られる。
後に配列は、在所の空間的配置、すなわち大峯奥駈道を南から北へ、後に近世には北から南へ縦走する際に通過する宿と童子の在所を比定した順序を基準とするようになり、本地仏も法華経とは関係のない仏が充てられるようになって、八大童子の本地仏と法華経との関係が徐々に忘れられてゆく傾向が見られる。そうした傾向はより後の年代ではいっそう進み、在所の地名すら記されないようになる一方で、種子、印、真言といった童子に対する儀礼に必要な事項がとり入れられるようになった。
八大童子の出現について古代の史料は、それぞれの在所において高僧が顕したとして、禅洞、良弁、弘法大師、聖宝といった人名を挙げている。しかしながら、時代が下って近世に入ると役行者と関連付ける形で、まず金峯山で15の童子が涌出し、大峯と葛城のそれぞれの在所に分かち置かれたとする伝承が現れる。さらに近世末期から明示にかけての史資料では、八大童子は大峯の在所ではなく山上ヶ嶽にいるとするものも現れてくる。
個々の在所（霊地）と八大童子を結びつける儀礼が存在しなかったことから、八大童子とそれぞれの在所とのつながりは次第に希薄化して金峯山に集約されたものと見られ、これは前述の八大童子の配列が近世の史料では記されなくなる傾向とも合致する。しかし、具体的な在所との関連が失われたことにより、童子名は他の霊山や儀軌に移入する可能性を高めたといえ、『彦山峯中記』『彦山修験最秘印信口決集』といった英彦山の文書に導入されたのはその一例である。